# Kimbe Bay
Kimbe Bay es una gran bahía que se extiende a lo largo de la provincia de Nueva Bretaña del Oeste en la costa norte de Nueva Bretaña. Un 60 por ciento de las especies de coral de toda la región del Pacífico viven en esta bahía. Es también un lugar típico de buceo.